# Rovenka, Sovietskîi
Rovenka (în ucraineană Ровенка) este un sat în comuna Dmîtrivka din raionul Sovietskîi, Republica Autonomă Crimeea, Ucraina.

## Demografie
Componența lingvistică a localității Rovenka
     Rusă (51,26%)
     Tătară crimeeană (29,9%)
     Ucraineană (18,34%)
     Alte limbi (0,25%)
Conform recensământului din 2001, majoritatea populației localității Rovenka era vorbitoare de rusă (51,26%), existând în minoritate și vorbitori de tătară crimeeană (29,9%) și ucraineană (18,34%).